# Podwójny jubileusz (CD)
Podwójny jubileusz - piąty album kompilacyjny Hanny Rek wydany w formie płyty CD przez Teddy Records w 2017 roku. Płyta zawiera archiwalne nagrania artystki z lat 1958-1989. Stanowi drugą część albumu Podwójny jubileusz.

## Lista utworów
1. Augustowskie noce (Franciszka Leszczyńska - Zbigniew Zapert, Andrzej Tylczyński)
2. Sentymentalny bukiecik (Marek Lusztig - Agnieszka Osiecka)
3. Milion złotych (utwór z filmu Pan Anatol szuka miliona) (Jan Ptaszyn Wróblewski - Andrzej Nowicki)
4. Daj mi swą rękę to powróżę ci (? - ?)
5. Nie patrz na mnie tak (Zygmunt Karasiński - Kazimierz Winkler)
6. Neon i Ewa (Andrzej Januszko - Stanisław Werner)
7. Złota przystań (Romuald Żyliński - Jadwiga Dumnicka)
8. Czarna królewna (Andrzej Januszko - Tadeusz Urgacz)
9. Jacy śmieszni zakochani (Tadeusz Prejzner - Zbigniew Adrjański, Zbigniew Kaszkur)
10. Rozalia i Antoni (Marian Radzik - Jadwiga Dumnicka)
11. Dzikie bzy (Tadeusz Prejzner - Bogusław Choiński, Jan Gałkowski)
12. Dzwonią zegary (Tadeusz Maklakiewicz - Jerzy Miller)
13. Rumba z pomarańczą (Hanna Skalska - Helena Kołaczkowska)
14. Ja mam szczęście do wszystkiego (Lucjan Marian Kaszycki - Agnieszka Osiecka)
15. Milion róż (Raimonds Pauls - Andriej Wozniesienskij)
16. Tańczmy po miłości kres (Dance me to the end of love) (Leonard Cohen - Roman Kołakowski)

## Charakterystyka albumu
Album Podwójny jubileusz zawiera archiwalne nagrania Hanny Rek z lat 1958-1989 dokonane w studiach Polskiego Radia, studiu Polskich Nagrań, oraz dwa nagrania koncertowe. Album stanowi drugą część płyty Podwójny jubileusz wydanej z okazji 50 lecia działalności artystycznej Hanny Rek przez Teddy Records w 2017 roku. Utwory zostały zremasterowane na bazie płyt i taśm archiwalnych, a same utwory zostały zarejestrowane z różnymi orkiestrami i zespołami instrumentalnymi.

## Muzycy
- Hanna Rek - śpiew
- Zespół Instrumentalny Leszka Bogdanowicza
- Zespół Instrumentalny Jerzego Abratowskiego
- Zespół Instrumentalny Bogusława Klimczuka
- Zespół Instrumentalny Jana Ptaszyna Wróblewskiego
- Orkiestra Taneczna Polskiego Radia p/d Edwarda Czernego

## Realizatorzy
- Rekonstrukcja nagrań - Teddy Records
- Redakcja - Arkadiusz Kantor

## Okładka
- Zdjęcia na okładce - Bogusław Wyrobek (front), Jerzy Benedykt-Dorys (tył)
- Projekt graficzny - Tadeusz Stolarski
- Koloryzacja zdjęć - Marcin Sikora